# Fairfield (Montana)
Fairfield – miasto w Stanach Zjednoczonych, w stanie Montana, w hrabstwie Teton.